# Rosa calcarea
Rosa calcarea är en rosväxtart som beskrevs av Lipschitz och Sumnev.. Rosa calcarea ingår i släktet rosor, och familjen rosväxter. Inga underarter finns listade i Catalogue of Life.